# Сіпан (село)
Сіпан (вірм. Սիփան) — село в марзі Арагацотн, на північному заході Вірменії. Село розташоване за 55 км на північ від Аштарака, за 17 км на північний захід від Апарана, за 35 км на схід від Артіка та за 12 км на південь від Спітака, за 5 км на північ від села Алагяз та за 10 км на південь від села Лернанцк сусіднього марзу Лорі. Село розташоване на трасі Єреван — Спітак. Основну частку населення складають єзиди.